# Franciaországi Mária champagne-i grófné
Mária francia hercegnő vagy Capet Mária (1145 – 1198. március 11.) Champagne grófnéja.
1145-ben született, VII. Lajos francia király és Aquitániai Eleonóra elsőszülött leányaként. Volt egy édestestvére is, Alix, aki egy évvel szüleik válása előtt született. Négy féltestvérük (Margit, Adél, Fülöp és Ágnes) született apja további két házasságából, illetve nyolc féltestvére (Vilmos, Henrik, Matilda, Richárd, Gottfried, Leonóra, Johanna és János) anyja következő házasságából.
1160-ban, mikor Lajos harmadszor is megnősült, s elvette Champagne-i Adélt, tárgyalásokat kezdeményezett annak érdekében, hogy lányait Adél fivéreivel házasítja majd össze. Ezután a hercegnőt apja a champagne-i Avenay apátságba küldte tanulmányai folytatása érdekében, s nyilván ezért nem volt meglepő, hogy 1164-ben Mária végül I. Henrik champagne-i gróf felesége lett, akitől négy gyermeke született, két fiú és két lány: Henrik, Mária, Teobald és Skolasztika.
Mikor az asszony férje a Szentföldre indult, Máriára hagyta birtokaik kormányzását. Mialatt I. Henrik távol volt, meghalt Mária apja, VII. Lajos király, s őt egyetlen fia, Fülöp Ágost herceg követte a francia trónon, és magához ragadta néhai anyja, Champagne-i Adél hozományát, birtokait, majd pedig nőül vette Hainaut-i Izabellát, aki előtte már Mária idősebbik fiának volt a jegyese.
Henrik gróf 1181-ben elhunyt, nem sokkal azután, hogy visszatért szentföldi útjáról, özvegyen hagyva hitvesét és félárván négy gyermeküket.   
A grófné ezt követően azt tervezte, feleségül megy Flandriai Fülöphöz, ám a frigy ismeretlen okok miatt végül mégsem jött létre. Házastársa elvesztése után még 6 évig kormányozta Champagne tartományt, míg legidősebb fia, Henrik el nem érte a nagykorúságot. Mikor fia, az újdonsült gróf, apjához hasonlóan, ugyancsak elindult a szentföldi keresztes háborúba, szintén Mária vált ideiglenesen Champagne úrnőjévé 1190-től egészen Henrik 1197-es haláláig. Életének személyes tragédiái következtében Mária zárdába vonult, Meaux közelében, Fontaines-les-Nones városában. Ott is halt meg egy évvel később, 1198. március 11-én, 52-53 éves korában.
Az utókor csak úgy emlékszik a francia hercegnőre, mint az irodalom pártfogójára. Férje udvarában szolgált többek között a korabeli irodalmi élet két meghatározó alakja is, Andreas Capellanus és Chrétien de Troyes. Oroszlánszívű Richárd, Mária féltestvére anyai részről, sokkal jobb és szeretetreméltóbb öccsének bizonyult, mint apai részről származó féltestvére, Fülöp Ágost, amit egy Richárd által nővérének írott kedves hangú versike is ékesen bizonyít, melynek címe: ,, J'a nuns hons pris " (Te megbecsülést hozol az apácákra) volt.